# عبد الحي مشهور
الدكتور عبد الحي مشهور (1 يوليو 1923 ـ 16 أبريل 2020) هو أستاذ جراحة عظام مصري. أسس قسم جراحة العظام بجامعة طنطا، وصار رئيسًا للجامعة، كما كان الرئيس الثالث عشر لجمعية جراحة العظام المصرية.

## حياته
ينتمي عبد الحي أحمد مشهور إلى قرية السعديين التابعة لمركز منيا القمح بمحافظة الشرقية، وهو شقيق المهندس مشهور أحمد مشهور، نائب رئيس الوزراء ورئيس هيئة قناة السويس الأسبق.
حصل عبد الحي أحمد مشهور على درجة البكالوريوس في الطب والجراحة من جامعة فؤاد الأول (جامعة القاهرة) سنة 1948، ثم على دبلوم الجراحة العامة من جامعة القاهرة سنة 1953، ثم دبلوم جراحة العظام في العام التالي. ثم نال درجة ماجستير جراحة العظام (MS) الإنجليزية، التي تعادل درجة الدكتوراه، وانتدب في البداية للتدريس بقسم التشريح عند إنشاء جامعة طنطا سنة 1962، وفي أوائل سنة 1965 أنشئ قسم جراحة العظام بالجامعة وصار مشهور أول رئيس له، ثم حصل على درجة أستاذ مساعد سنة 1966، ثم أستاذ في سنة 1972، ثم صار رئيسًا لقسم الجراحة الخاصة ـ الذي كانت تتبعه وحدة جراحة العظام ـ ثم عميدًا للكلية في 6 نوفمبر 1977،  فرئيسًا للجامعة في الفترة من 18 سبتمبر 1978 حتى 31 يوليو 1983، وقد وضع حجر أساس مستشفى طنطا الجامعي أثناء رئاسته للجامعة، وكان ذلك في أغسطس 1982.
انتخب مشهور رئيسًا لجمعية جراحة العظام المصرية في العام 1989/1990 م.

## من مؤلفاته
- جراحة العظام بين الماضي والحاضر. القاهرة، 2007.
- العظام والمفاصل: كيف نحافظ عليها، القاهرة، 2001.

## الجوائز والتكريم
حصل مشهور على جائزة الدولة للرواد لسنة 2015.